# ギブトーマス
ギブ トーマス（GIBB Thomas、1997年3月20日 - ）は、ジャパンラグビーリーグワン三重ホンダヒートに所属するラグビー選手。

## プロフィール
- オーストラリア出身[1]。
- ポジションはフッカー(HO)。
- 身長 176 cm、体重 100 kg
- U20香港代表に選ばれたことがある[2]。

## 略歴
イーストアイランド高校、ワイカト大学を経て、2019年、Honda Heat(現・三重ホンダヒート)に加入。
2021年3月14日に行われたジャパンラグビートップリーグ第4節のクボタスピアーズ戦にて途中出場で日本での公式戦初出場を果たす。